# موندیا
موندیا (انگلیسی: Mondia) شرکت دوچرخه‌سازی سوئیسی است، که در سال ۱۹۳۶ تأسیس شد.